# Грапайкар
Грапайкар  (арм. Գրապայքար [ɡɾɑpɑjkʰɑɾ] буквально „Книжная борьба“; 1840-е — 1870-е гг.) — совокупное название споров по поводу армянского литературного языка.

## Сторонники

### Ашхарабаристы
Часть армянской интеллигенции, состоящая из уроженцев разных стран, поддерживала идею использования нового литературного ашхарабар в качестве национального литературного языка.
Ашхарабаристы приводили в качестве своего аргумента понятность своего языка для простого народа, что обеспечивало возможность общения с массами, организацию работ по народному просвещению и культурному развитию. Грабар, хотя имел свои достоинства, но считался непонятным для простого народа и, следовательно, непригодным для социальной и культурной жизни всей Армении.
В этом споре было много известных имён, которые оказали поддержку Ашхарабару. Среди поддержавших его восточных армян можно назвать Хачатур Абовян, Степан Назарян, Микаэл Налбандян и другие, а среди западных армян — Гевонд Алишан, Наапет Русинян и многие другие.

### Грабарцы
Другая часть армянской интеллигенции, известная как грабарцы, совместно с церковью просвещения поддерживала идею сохранения грабара в качестве литературного языка нового времени. 
Грабарцы аргументировали свою позицию тем, что грабар является культурным языком с богатой литературной традицией, общим для всех частей Армении а ашхарабар — некультурный, лишённый великой литературной традиции, разделенный на несколько ветвей.
Сторонники Грабара, многие из которых были армянскими священниками, епископами и католикосами, проявляли достаточно пассивное и замкнутое отношение, не столь приверженное к революционным идеям. Главным образом, они предпочитали писать свои общественные труды на грабаре, который служил литературным языком в те времена. Количество приверженцев использования грабара в качестве литературного языка включало Месропа Тагиадяна и другие а Арутюн Аламдарян пытался перейти на ашхарабар

## Произведения на ашхарабаре
Новорожденная литература, которую принес с собой в XIX веке Хачатур Абовян, изменила ситуацию с романом «Рана Армении».
Именно романом «Рана Армении» Абовян доказал, что Грабар — совершенный и безупречный язык, но, к сожалению, мёртвый и непонятный народу. Написав роман в светской форме, Абовян совершает революцию на арене армянской культуры и художественного мышления. Содержание литературы, в ходе своей преподавательской деятельности Абовян заметил, что армянские дети с большим удовольствием читают книги иностранных авторов, потому что там представлены произведения известных людей, а к армянским книгам они почти равнодушны. Он пытался описать все действия, составляющие содержание мирской жизни человека.

## Итог
Однако к середине 1850-х годов стало ясно, что грабар никогда не сможет стать общим литературным языком армян. Защитники светской коллегии адвокатов поняли, что сила исторического развития победит язык, который понятен народу. Таким языком стал новый литературный армянский язык, который стал общеармянским национальным языком и разделился на две его ветви.
Ашхарабаристы победили в данном споре, определив язык, который был понятен и доступен для народа, и он стал новым литературным армянским языком со своими двумя ветвями — восточноармянский литературный язык и западноармянский литературный язык.